# Ceraticelus nigripes
Ceraticelus nigripes là một loài nhện trong họ Linyphiidae.
Loài này thuộc chi Ceraticelus. Ceraticelus nigripes được Elizabeth Bangs Bryant miêu tả năm 1940.